# Liste des équipes continentales en 2013
Cet article liste les équipes continentales en 2013.

## Liste des équipes

### Équipes africaines
| Code UCI | Nom de l'équipe                      | Pays    |
| -------- | ------------------------------------ | ------- |
| GSP      | Groupement Sportif Pétrolier Algérie | Algérie |
| MVA      | Miche Ville d'Alger                  | Algérie |
| OTA      | Olympique Algérie Tour Aglo37        | Algérie |
| VCS      | Vélo Club Sovac                      | Algérie |

### Équipes américaines
| Code UCI | Nom de l'équipe                         | Pays       |
| -------- | --------------------------------------- | ---------- |
| BAP      | Buenos Aires Provincia                  | Argentine  |
| SLS      | San Luis Somos Todos                    | Argentine  |
| DAT      | Clube DataRo                            | Brésil     |
| FUN      | Funvic Brasilinvest-São José dos Campos | Brésil     |
| EKD      | Ekoï.com-Devinci                        | Canada     |
| GQC      | Garneau-Québecor                        | Canada     |
| CPT      | Clos de Pirque-Trek                     | Chili      |
| CO4      | 472-Colombia                            | Colombie   |
| COD      | Colombia-Coldeportes                    | Colombie   |
| EPM      | EPM-UNE                                 | Colombie   |
| 5HR      | 5 Hour Energy                           | États-Unis |
| BPC      | Bissell                                 | États-Unis |
| BLS      | Bontrager                               | États-Unis |
| HSD      | Hincapie Sportswear Development         | États-Unis |
| JSH      | Jamis-Hagens Berman                     | États-Unis |
| JBC      | Jelly Belly-Kenda                       | États-Unis |
| OPM      | Optum-Kelly Benefit Strategies          | États-Unis |
| TMK      | SmartStop-Mountain Khakis               | États-Unis |
| STF      | Start-Trigon                            | Paraguay   |

### Équipes asiatiques
| Code UCI | Nom de l'équipe                | Pays           |
| -------- | ------------------------------ | -------------- |
| CCN      | CCN                            | Brunei         |
| SLY      | China 361°                     | Chine          |
| YDL      | China Hainan Yindongli         | Chine          |
| CWJ      | China Wuxi Jilun               | Chine          |
| GTC      | Gan Su Sports Lottery          | Chine          |
| HEN      | Hengxiang                      | Chine          |
| HBR      | Holy Brother                   | Chine          |
| MCT      | Malak                          | Chine          |
| MSS      | MAX Success Sports             | Chine          |
| TYD      | Qinghai Tianyoude              | Chine          |
| GIC      | Geumsan Insam Cello            | Corée du Sud   |
| KSP      | KSPO                           | Corée du Sud   |
| SCT      | Seoul                          | Corée du Sud   |
| AYA      | Ayandeh Continental            | Iran           |
| IUA      | Azad University Giant          | Iran           |
| TPT      | Tabriz Petrochemical           | Iran           |
| AIS      | Aisan Racing                   | Japon          |
| BGT      | Bridgestone Anchor             | Japon          |
| CPR      | C Project                      | Japon          |
| CRV      | Ciervo Nara                    | Japon          |
| MTR      | Matrix Powertag                | Japon          |
| PPO      | Nippo-De Rosa                  | Japon          |
| SMN      | Shimano Racing                 | Japon          |
| UKO      | Ukyo                           | Japon          |
| BLZ      | Utsunomiya Blitzen             | Japon          |
| AS2      | Astana Continental             | Kazakhstan     |
| TSG      | Terengganu                     | Malaisie       |
| VLR      | Velo Reality                   | Ouzbékistan    |
| T7E      | 7 Eleven-Road Bike Philippines | Philippines    |
| LBC      | LBC-MVPSF Pilipinas            | Philippines    |
| TSI      | OCBC Singapore Continental     | Singapour      |
| RTS      | RTS-Santic Racing              | Taipei chinois |
| SMT      | Senter-Merida                  | Taipei chinois |

### Équipes européennes
| Code UCI | Nom de l'équipe                 | Pays        |
| -------- | ------------------------------- | ----------- |
| TBJ      | Bergstrasse Jenatec             | Allemagne   |
| THF      | Heizomat                        | Allemagne   |
| LKT      | LKT Brandenburg                 | Allemagne   |
| NSP      | NSP-Ghost                       | Allemagne   |
| TSP      | Nutrixxion Abus                 | Allemagne   |
| TRS      | Quantec-Indeland                | Allemagne   |
| RNR      | Rad-net Rose                    | Allemagne   |
| STG      | Stölting                        | Allemagne   |
| TET      | Thüringer Energie               | Allemagne   |
| KTM      | Arbö Gebrüder Weiss-Oberndorfer | Autriche    |
| GMS      | Gourmetfein Simplon             | Autriche    |
| TIR      | Tirol                           | Autriche    |
| VBG      | Vorarlberg                      | Autriche    |
| WSA      | WSA                             | Autriche    |
| BCP      | Synergy Baku Project            | Azerbaïdjan |
| MMM      | 3M                              | Belgique    |
| SKT      | An Post-ChainReaction           | Belgique    |
| BKP      | BKCP-Powerplus                  | Belgique    |
| CMD      | Colba-Superano Ham              | Belgique    |
| CCB      | Color Code-Biowanze             | Belgique    |
| DOL      | Doltcini-Flanders               | Belgique    |
| SUN      | Sunweb-Napoleon Games           | Belgique    |
| PCW      | T.Palm-Pôle Continental Wallon  | Belgique    |
| TFC      | Telenet-Fidea                   | Belgique    |
| TWJ      | To Win-Josan                    | Belgique    |
| JVC      | Ventilair-Steria                | Belgique    |
| WIL      | Verandas Willems                | Belgique    |
| WBC      | Wallonie-Bruxelles              | Belgique    |
| MKT      | Meridiana Kamen                 | Croatie     |
| BWC      | Blue Water                      | Danemark    |
| CWO      | Christina Watches-Onfone        | Danemark    |
| VPC      | Concordia Forsikring-Riwal      | Danemark    |
| GLU      | Cult Energy                     | Danemark    |
| DKK      | Designa Køkken-Knudsgaard       | Danemark    |
| JJR      | J.Jensen-Ramirent               | Danemark    |
| TTF      | Trefor                          | Danemark    |
| BUR      | Burgos BH-Castilla y León       | Espagne     |
| EUK      | Euskadi                         | Espagne     |
| BIG      | BigMat-Auber 93                 | France      |
| LPM      | La Pomme Marseille              | France      |
| RLM      | Roubaix Lille Métropole         | France      |
| WOB      | Etcetera-Worldofbike            | Grèce       |
| TKT      | Kastro                          | Grèce       |
| SPT      | SP Tableware                    | Grèce       |
| UNA      | Utensilnord Ora24.eu            | Hongrie     |
| PSN      | Polygon Sweet Nice              | Irlande     |
| CEF      | Ceramica Flaminia-Fondriest     | Italie      |
| ALB      | Alpha Baltic-Unitymarathons.com | Lettonie    |
| RBD      | Rietumu-Delfin                  | Lettonie    |
| CCD      | Differdange-Losch               | Luxembourg  |
| LET      | Leopard-Trek Continental        | Luxembourg  |
| FRB      | Frøy-Bianchi                    | Norvège     |
| TJM      | Joker Merida                    | Norvège     |
| OCM      | OneCo                           | Norvège     |
| OHR      | Øster Hus-Ridley                | Norvège     |
| TPB      | Plussbank                       | Norvège     |
| KRA      | Ringeriks-Kraft Look            | Norvège     |
| RIJ      | De Rijke-Shanks                 | Pays-Bas    |
| CJP      | Jo Piels                        | Pays-Bas    |
| KOG      | Koga                            | Pays-Bas    |
| MET      | Metec-TKH Continental           | Pays-Bas    |
| RB3      | Rabobank Development            | Pays-Bas    |
| BGZ      | Bank BGŻ                        | Pologne     |
| BDC      | BDC-Marcpol                     | Pologne     |
| LAS      | Las Vegas Power Energy Drink    | Pologne     |
| CLG      | TC Chrobry Lasocki Głogów       | Pologne     |
| WIB      | Wibatech-Brzeg                  | Pologne     |
| PRT      | Banco BIC-Carmim                | Portugal    |
| EFG      | Efapel-Glassdrive               | Portugal    |
| LAR      | LA Alumínios-Antarte            | Portugal    |
| LDD      | Louletano-Dunas Douradas        | Portugal    |
| OFM      | OFM-Quinta da Lixa              | Portugal    |
| BOA      | Rádio Popular-Onda              | Portugal    |
| ASP      | AC Sparta Praha                 | Tchéquie    |
| ADP      | ASC Dukla Praha                 | Tchéquie    |
| BAU      | Bauknecht-Author                | Tchéquie    |
| ETI      | Etixx-iHNed                     | Tchéquie    |
| EXP      | Experiment 23                   | Tchéquie    |
| SKC      | SKC Tufo Prostějov              | Tchéquie    |
| TCT      | Tusnad                          | Roumanie    |
| IGS      | IG-Sigma Sport                  | Royaume-Uni |
| MGT      | Madison Genesis                 | Royaume-Uni |
| NGR      | Node 4-Giordana Racing          | Royaume-Uni |
| RCJ      | Rapha Condor JLT                | Royaume-Uni |
| RAL      | Raleigh                         | Royaume-Uni |
| UKY      | UK Youth                        | Royaume-Uni |
| HCL      | Helicopters                     | Russie      |
| TIK      | Itera-Katusha                   | Russie      |
| LOK      | Lokosphinx                      | Russie      |
| DUK      | Dukla Trenčín Trek              | Slovaquie   |
| ADR      | Adria Mobil                     | Slovénie    |
| RAR      | Radenska                        | Slovénie    |
| SAK      | Sava                            | Slovénie    |
| PPY      | People4you-Unaas                | Suède       |
| ARH      | Atlas Personal-Jakroo           | Suisse      |
| TRK      | Torku Şekerspor                 | Turquie     |
| AMO      | Amore & Vita                    | Ukraine     |
| ISD      | ISD Continental                 | Ukraine     |
| KLS      | Kolss                           | Ukraine     |

### Équipes océaniennes
| Code UCI | Nom de l'équipe                     | Pays      |
| -------- | ----------------------------------- | --------- |
| BFL      | Budget Forklifts                    | Australie |
| DPC      | Drapac                              | Australie |
| HGP      | Huon Salmon-Genesys Wealth Advisers | Australie |